# فردی گیلسپی
فردی گیلسپی (انگلیسی: Freddie Gillespie؛ زادهٔ ۱۴ ژوئن ۱۹۹۷) بازیکن بسکتبال اهل ایالات متحده آمریکا است.